# Porrentruy
Porrentruy (wym. [pɔʁɑ̃tʁɥi], niem. Pruntrut) – miasto i gmina w północno-zachodniej Szwajcarii, w kantonie Jura, siedziba administracyjna okręgu Porrentruy. Pod względem liczby mieszkańców jest największą gminą w okręgu.

## Demografia
W Porrentruy mieszkają 6 434 osoby. W 2020 roku 18,3% populacji gminy stanowiły osoby urodzone poza Szwajcarią.

## Współpraca
Miejscowość partnerska:
- Aesch, Bazylea-Okręg

## Transport
Przez teren miasta przebiegają autostrada A16 oraz drogi główne nr 6 i nr 247.
Znajduje się tutaj stacja kolejowa.

## Sport
- HC Ajoie – klub hokejowy